# Быструков, Василий Григорьевич
Васи́лий Григо́рьевич Быструко́в (укр. Василь Григорович Биструков; 20 января [1 февраля] 1886, Новгород-Северский уезд, Черниговская губерния, Российская империя — 26 декабря 1941, ГУЛАГ, СССР) — украинский советский государственный деятель, председатель киевского городского совета в 1932—1934 годах.

## Биография
Родился в 1886 году в Новгород-Северском уезде в семье служащего. Получил среднее образование.
В 1905 году начал революционную деятельность, вступил в партию социалистов-революционеров, некоторое время был членом террористической группы. Во время Первой мировой войны работал в органах юстиции, одновременно принимал активное участие в подпольной деятельности.
Участник партизанского движения на Черниговщине в 1918—1919 годах. В 1918 году за организацию подпольных боевых единиц в сел. Добрянка на Черниговщине был арестован гетманской властью и приговорён к расстрелу, впоследствии заменённому на ссылку в Бялы. При советской власти занимал должности комиссара юстиции и народного судьи в Добрянке.
В 1919 году перешел в Украинскую партию социалистов-революционеров (коммунистов), которая с августа 1919 года получила название Украинская коммунистическая партия (боротьбистов), а позже, во время деникинщины, вступил в Коммунистическую партию (большевиков) Украины. Во время мятежа Стрекопытова в марте-апреле 1919 года руководил ликвидацией повстанческого комитета в Сновске.
После изгнания деникинцев работал на Черниговщине, занимал должности губернского военного комиссара, обвинителя при Военном трибунале, члена Черниговского губревкому, губисполкома и губкома КП(б)У. Руководил ликвидацией банды атамана Ивана Галаки на Городнянщине.

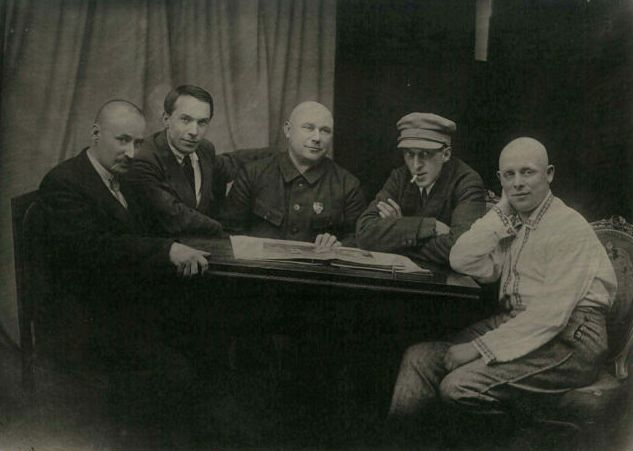
Ревком Городнянского уезда. Слева направо В. Быструков, Кропивянская, Д. Петровский, А. Кулиш. 1919

С конца 1924 году работал на Киевщине, занимал должность председателя Киевского окружного суда, в марте 1929 года назначен на должность окружного прокурора.
Член Киевского окружного исполкома в 1927—1930 годах. После расформирования округов и образования Киевской области с февраля 1932 года работал на должности областного прокурора.
В августе 1932 года кооптирован в состав городской совет и избран на должность председателя горсовета. В этот период деятельность руководства города была направлена на реорганизацию системы управления промышленностью, которое переводили в ведение союзных и республиканских органов. Крупные и средние предприятия начали централизованно снабжаться сырьём, предоставлялись централизованные заказы на изготовление продукции.
В конце его пребывания председателем горсовета Всеукраинский центральный исполнительный комитет 21 января 1934 года постановил перенести столицу УССР из Харькова в Киев.
В феврале 1934 года снят с должности. Работал управляющим Харьковским областным табачным трестом. Арестован в Харькове 19 сентября 1936 года по обвинению в контрреволюционной троцкистской деятельности по статьям 54-10 ч. 1 и 196 Уголовного кодекса УССР.
15 января 1937 года Особым совещанием при Народном комиссаре внутренних дел СССР (ОС НКВД) приговорен к пяти годам тюремного заключения. Согласно свидетельству о смерти, умер 26 декабря 1941 года в Северо-восточном лагере НКВД на Колыме.
Постановлением Президиума Черниговского областного суда от 23 декабря 1955 года постановление ОС НКВД отменено и дело прекращено за отсутствием состава преступления.

## Публикации
- Галаківщина (ч. 1) // Літопис революції : журнал. — 1929. — № 5-6 (38-39). — С. 227—244. (укр.)
- Галаківщина (ч. 2) // Літопис революції : журнал. — 1930. — № 1 (40). — С. 174—193. (укр.)
- Годы гражданской войны на Черниговщине (1919—1920 гг.) // Летопись революции : журнал. — 1926. — № 6 (21). — С. 51—67.
- Городнянщина в 1917—1918 гг. (Из истории гражданской войны на Черниговщине) // Летопись революции : журнал. — 1925. — № 4 (13). — С. 104—131.
- Из жизни гражданских пленных в немецких концлагерях // Летопись революции : журнал. — 1926. — № 3-4 (18-19). — С. 106—134.
- Из истории гетманско-петлюровского периода на Черниговщине. (Воспоминания) // Летопись революции : журнал. — 1926. — № 2 (17). — С. 101—108
- Советское строительство в 1919 г. (Городнянщина) // Летопись революции : журнал. — 1926. — № 5 (20). — С. 31—42.